# Tmesisternus dissimilis
Tmesisternus dissimilis es una especie de escarabajo del género Tmesisternus, familia Cerambycidae. Fue descrita científicamente por Pascoe en 1868.
Habita en Papúa Nueva Guinea y Nueva Guinea Occidental. Esta especie mide 12-16 mm.